# Танаґура

37°1′47″ пн. ш. 140°22′47″ сх. д. / 37.02972° пн. ш. 140.37972° сх. д.
Танаґу́ра (яп. 棚倉町, たなぐらまち, МФА: [tanaguɾa mat͡ɕi̥]) — містечко в Японії, в повіті Хіґасі-Сіракава префектури Фукусіма. Станом на 1 жовтня 2008 площа містечка становила 159,82 км². Станом на 1 січня 2009 населення містечка становило 15 353 осіб.